# Ralf Edström
Pour les articles homonymes, voir Edström.
Ralf Sigvard Edström, né le 7 octobre 1952 à Degerfors, était un footballeur suédois qui évoluait au poste d'attaquant.

## Biographie
Après avoir débuté dans le club de sa ville natale, Degerfors, Ralf Edström est transféré à Åtvidabergs FF où il remporte le championnat de Suède en 1972. Attaquant au grand gabarit et considéré comme le meilleur joueur suédois du début des années 1970, il tente alors l'aventure à l'étranger au PSV Eindhoven en 1973, remportant deux titres de champion et deux coupes des Pays-Bas. Il atteint aussi les demi-finales de la Coupe d'Europe des Clubs Champions en 1976, éliminé par Saint-Étienne (0-1 et 0-0).

Il revient alors en 
Suède à l'IFK Göteborg en 1977 et ce pour deux saisons. Il retente ensuite sa chance hors des frontières suédoises, d'abord au Standard de Liège avec une victoire en Coupe de Belgique en 1981, puis à Monaco et la levée du titre de champion en 1982. 

Après une deuxième saison sous les couleurs monégasques plus délicate qui le voit se blesser au genou, Ralf retourne au pays à Örgryte. N'arrivant pas à récupérer de cette blessure au genou, Ralf ne pourra jamais honorer un seul match sous ses nouvelles couleurs. Après trois saisons blanches, il met un terme à sa carrière professionnelle en 1985.
Ralf Edström a obtenu 40 sélections avec la Suède et marqué 15 buts. Il a notamment participé à deux coupes du Monde, d'abord en 1974, où il s'illustre en marquant 4 buts, et ensuite en 1978.
Depuis les années 1980, il est devenu célèbre en tant que commentateur football à la radio suédoise.

## Clubs
- Degerfors IF  Suède
- Åtvidabergs FF  Suède
- PSV Eindhoven  Pays-Bas
- Standard de Liège  Belgique
- AS Monaco  France
- IFK Göteborg  Suède
- Örgryte IS  Suède

## Palmarès

### En club
- Champion de Suède en 1972 et en 1973 avec Åtvidabergs FF
- Champion des Pays-Bas en 1975 et en 1976 avec le PSV Eindhoven
- Champion de France en 1982 avec l'AS Monaco
- Vainqueur de la Coupe de Suède en 1971 avec Åtvidabergs FF et en 1979 avec l'IFK Göteborg
- Vainqueur de la Coupe des Pays-Bas en 1974 et en 1976 avec le PSV Eindhoven
- Vainqueur de la Coupe de Belgique en 1981 avec le Standard de Liège
- Vice-champion des Pays-Bas en 1977 avec le PSV Eindhoven
- Vice-champion de Belgique en 1980 avec le Standard de Liège

### EnÉquipe de Suède
- 40 sélections et 15 buts entre 1972 et 1980
- Participation à la Coupe du Monde en 1974 (Deuxième Tour) et en 1978 (Premier Tour)

### Distinctions individuelles
- Meilleur buteur du Championnat de Suède en 1972 (16 buts)
- Élu meilleur joueur suédois de l'année en 1972 et en 1974